# Clara Koppenburg
Clara Koppenburg (Lörrach, 3 augustus 1995) is een Duitse wielrenster die sinds 2025 voor de Franse wielerploeg Cofidis rijdt.

## Carrière
Koppenburg probeerde in haar jeugd diverse sporten: atletiek, turnen, paardrijden, skiën, voet- en basketbal. Door haar vader - die ploegarts was bij RadioShack - raakte ze geïnspireerd om met wielrennen te beginnen. In 2015, ze was toen 19 jaar oud, kreeg ze haar eerste contract bij Bigla. Koppenburg werd vierde bij de beloften in de tijdrit tijdens de Europese kampioenschappen wielrennen 2017 en met haar ploeg Cervélo-Bigla won ze brons bij de WK ploegentijdrit in Bergen (Noorwegen).
Na vier seizoenen maakte ze per 2019 de overstap naar WNT-Rotor. In februari 2019 won ze de koninginnenrit over de Xorret del Catí en het eindklassement van de Setmana Ciclista Valenciana. In september werd ze tweede in de Tour de l'Ardèche op ruim zes minuten achter Marianne Vos. In 2020 keerde ze terug naar de ploeg Bigla-Katjoesja. In 2021 reed ze voor Rally Cycling Women en in 2022 en 2023 voor het Franse team Cofidis. Na een jaar bij het Amerikaanse EF Education-Cannondale, keerde ze in 2025 terug bij het Franse Cofidis.
Koppenburg heeft tijdens haar carrière te maken gehad met de eetstoornis anorexia.

## Palmares
2017

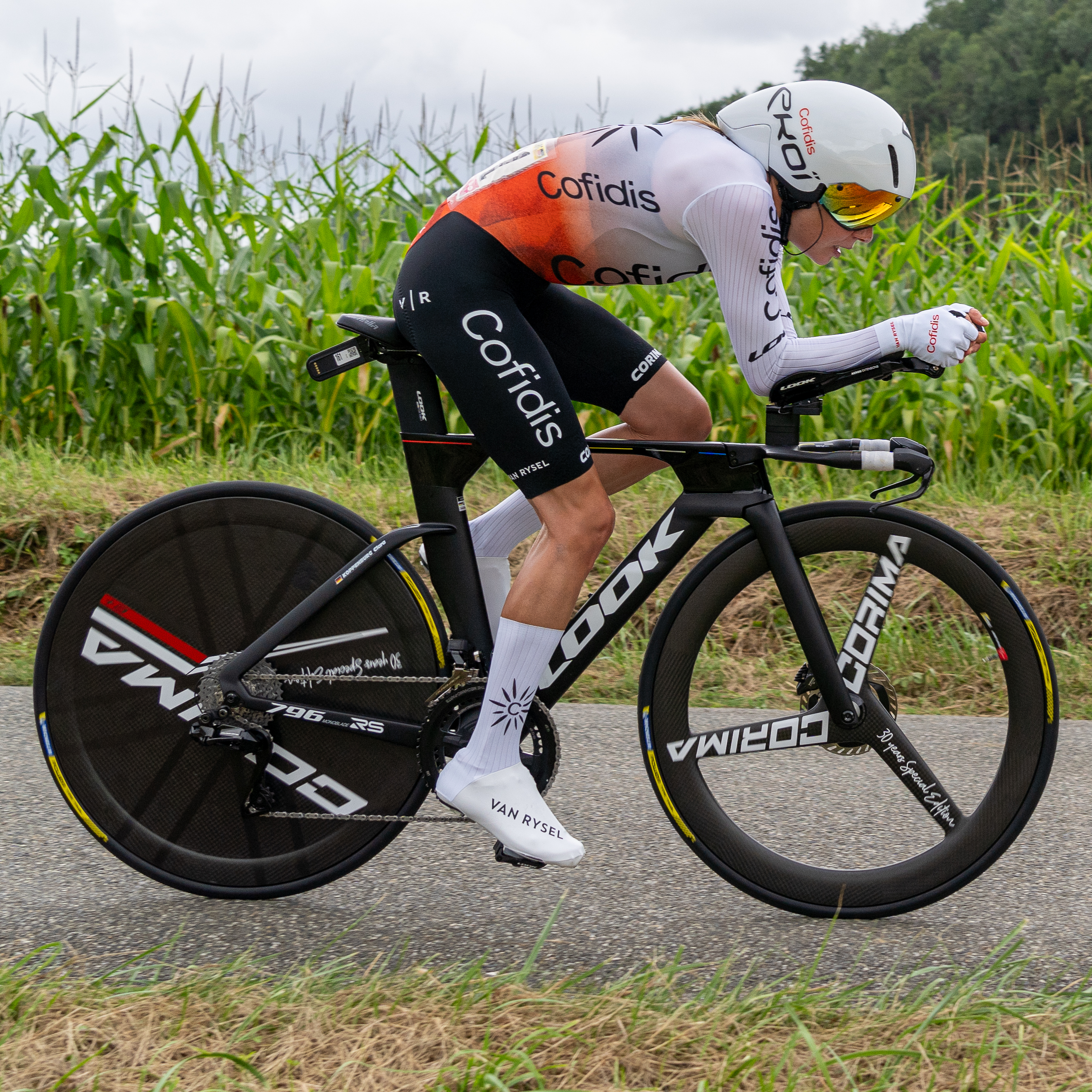
Tijdrit in de Tour de France Femmes 2023

 WK ploegentijdrit (met Cervélo-Bigla) in Bergen
 Jongerenklassement Gracia Orlová
2019
 Eindklassement en 3e etappe Setmana Ciclista Valenciana
2e in eindklassement Tour de l'Ardèche
2020
2e in eindklassement Setmana Ciclista Valenciana
2022
2e in Mont Ventoux Dénivelé Challenge
3e in Alpes Grésivaudan Classic
2023
 Duits kampioenschap tijdrijden
2e in eindklassement Tour de la Semois
2e in 2e etappe Tour de la Semois

### Resultaten in voornaamste wedstrijden
| Jaar | Ronde van Italië | Ronde van Frankrijk | Ronde van Spanje |
| ---- | ---------------- | ------------------- | ---------------- |
| 2015 | 61e              |                     |                  |
| 2016 |                  |                     |                  |
| 2017 | 48e              | 44e                 |                  |
| 2018 | 73e              | 30e                 |                  |
| 2019 |                  |                     |                  |
| 2020 |                  |                     |                  |
| 2021 | opgave           | 25e                 |                  |
| 2022 | opgave           |                     |                  |
| 2023 |                  | 15e                 |                  |
| 2024 | 68e              |                     | 39e              |
| 2025 |                  | 88e                 | 91e              |

| Jaar | Milaan-San Remo | Gent-Wevelgem | Ronde van Vlaanderen | Amstel Gold Race | Luik-Bast.‑Luik | Strade Bianche | Waalse Pijl | Trofeo Alfredo Binda |  | WK op de weg |
| ---- | --------------- | ------------- | -------------------- | ---------------- | --------------- | -------------- | ----------- | -------------------- |  | ------------ |
| 2015 |                 |               |                      |                  |                 |                |             |                      |  |              |
| 2016 |                 | 73e           | 70e                  |                  |                 |                | 66e         | 75e                  |  |              |
| 2017 |                 |               |                      | 47e              |                 | 58e            | 58e         | 77e                  |  |              |
| 2018 |                 |               |                      | 78e              | 65e             | 31e            | 82e         |                      |  | 18e          |
| 2019 |                 |               |                      |                  |                 | 23e            |             |                      |  | 48e          |
| 2020 |                 |               |                      |                  |                 |                |             |                      |  |              |
| 2021 |                 |               |                      |                  | 44e             |                | 36e         |                      |  |              |
| 2022 |                 |               |                      |                  |                 |                | 29e         | 46e                  |  |              |
| 2023 |                 |               |                      | 69e              | 28e             |                | 23e         |                      |  |              |
| 2024 |                 |               |                      | 57e              | 95e             |                | 83e         | opgave               |  | opgave       |
| 2025 | opgave          |               |                      |                  |                 | opgave         |             | opgave               |  |              |

## Ploegen

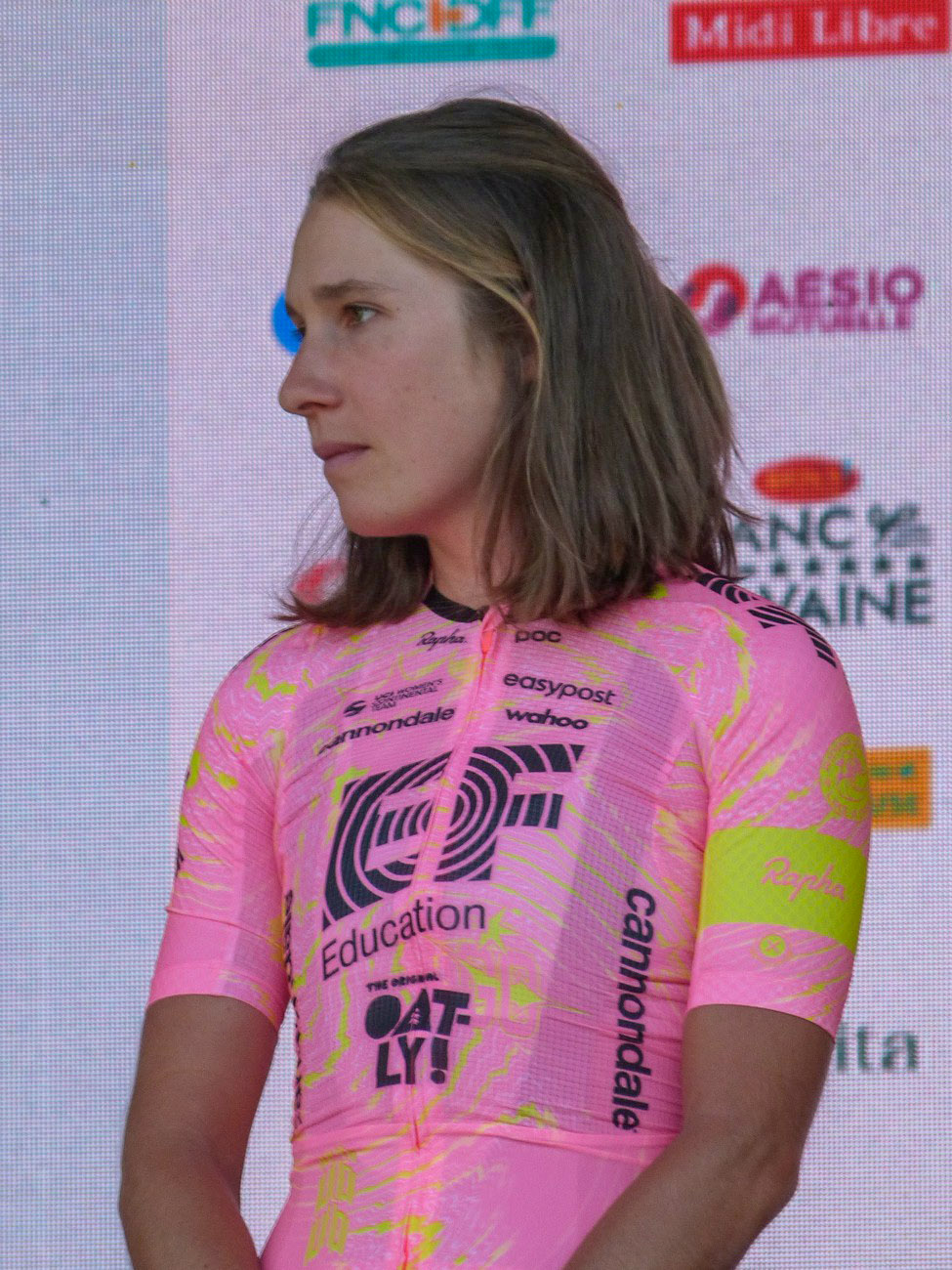
Koppenburg in de Tour de l'Ardèche 2024.

- 2015 –  Bigla Pro Cycling Team
- 2016 –  Cervélo-Bigla
- 2017 –  Cervélo-Bigla
- 2018 –  Cervélo-Bigla
- 2019 –  WNT-Rotor
- 2020 –  Bigla-Katjoesja
- 2021 –  Rally Cycling Women
- 2022 –  Cofidis Women Team
- 2023 –  Cofidis Women Team
- 2024 –  EF-Oatly-Cannondale[a]
- 2025 –  Cofidis

Aubry · Baur · Hanselmann · Klein · Koedooder · Koppenburg · Laws · Lepistö · Moolman-Pasio · Numainville · Olds · Schweizer · Slappendel · Small · van Vleuten
Hanselmann · Horne · Klein · Koppenburg · Lepistö · Moolman-Pasio · Numainville · Pilote-Fortin · Pohl · Small
Dragoo · Hanselmann · Horne · Klein · Koppenburg · Lepistö · Moolman-Pasio · Perchtold · Pikulik · Pilote-Fortin · Pohl · Uttrup Ludwig · Vilmann
Duyck · Hanselmann · Koppenburg · Lepistö · Moolman-Pasio · Norsgaard · Rose · Uttrup Ludwig · Vilmann
Asencio · Badegruber · Brauße (vanaf 1/7) · Brennauer · Ensing · Hammes · Koppenburg · Koster · Magnaldi · Pilote-Fortin · Rijkes · Santesteban · Soet · Teutenberg · Vieceli · Wild
Alzini · Banks · Chabbey · Fisher-Black · Harvey · Koppenburg · Norsgaard · Nosková · Reusser · Sperotto · Stirnemann · Thomas · Wright
Armitage · Borghesi · Cadzow · Emond · Ewers · Faulkner   · Henttala · Jackson · Kakita (vanaf 31/7) · Kessler · Knaven (vanaf 24/6) · Koppenburg · Labecki · Quinn · Rüegg · Stannard · Vallieres